# 都賀一司
都賀 一司（つが かずし、1920年前後 - 没年不明）は、日本の俳優、元子役である。サイレント映画の時代、マキノ・プロダクションの子役俳優として知られた。

## 人物・来歴
正確な生年は不明であるが、1920年（大正9年）前後、父の都賀清司が東京府東京市（現在の東京都）で活動しているころに生まれる。姉の都賀静子は、1912年（明治45年）5月18日に同市本郷区駒込坂下町（現在の文京区千駄木2丁目あるいは3丁目）で生まれている。
1923年（大正12年）9月1日に起きた関東大震災のため、都賀一家は関西に移り、同年12月までには、父は兵庫県西宮市甲陽園にあった東亜キネマ甲陽撮影所に入社している。1924年（大正13年）7月、東亜キネマは、牧野省三率いるマキノ映画製作所を吸収合併したが、1925年（大正14年）6月には、牧野が再度独立、御室撮影所を開いてマキノ・プロダクションを設立、父・清司および姉・静子は、東亜キネマからマキノへ移籍した。このとき、母の都賀かつも入社し、結髪係となる。記録に残る、一司の最初のクレジットは、1926年（大正15年）5月14日に公開された『人生親爺となる勿れ』（監督・主演中根龍太郎）で、中根龍太郎・鳥羽恵美子の演じる主人公夫妻の子ども役として、姉・静子とともに出演している。同年11月7日に公開された『天狗になった話』（監督曾根純三）では、「小さい鬼」の役で主演している。
1929年（昭和4年）7月25日、牧野省三が亡くなり、同年9月にマキノ正博を核とした新体制が発表になると、都賀父子は、嵐冠三郎、荒木忍、南光明、根岸東一郎、谷崎十郎、阪東三右衛門らとともに「俳優部男優」に、姉の静子は「俳優部女優」にそれぞれ名を連ねた。その後、新体制下のマキノ・プロダクションは財政が悪化し、1931年（昭和6年）6月、同社解散により退社した。記録に残る同社での最後の出演作は、1930年（昭和5年）12月5日に公開された『やきもち合戦』（監督三上良二）であった。都賀一家は、東活映画社に移籍していたが、翌1932年（昭和7年）2月には、高村正次と立花良介が御室撮影所に設立した正映マキノキネマに参加、同社は同年4月には解散しており、父子ともに出演歴は見当たらない。同年、高村正次らが同所に設立した宝塚キネマ興行に親子3人で移籍したが、同社も1934年（昭和9年）2月には解散に追い込まれている。同社の最後は、給料遅配が4か月続き、解散時には50銭しか渡されなかったという。
1933年（昭和8年）12月20日に公開された、護国映画製作の『血戦千穂川』（監督稲葉蛟児）が記録に残る最後の出演作であり、父の清司は、1935年（昭和10年）8月29日に公開された、第一映画社製作、松竹キネマ配給によるトーキー『お嬢お吉』（監督高島達之助・溝口健二）に出演した記録が最後であり、姉の静子も、同年1月10日に公開された日活京都撮影所作品、『維新三剣士』（監督辻吉朗）に出演した後、出演記録が途絶えている。母・かつは、1938年（昭和13年）6月15日に公開された『花ちりぬ』（監督石田民三）にクレジットされたのが最後であり、戦後、映画界に復帰する姉の静子以外、都賀一家は映画界から姿を消した。

## フィルモグラフィ
クレジットはすべて「出演」である。公開日の右側には役名、および東京国立近代美術館フィルムセンター（NFC）、マツダ映画社所蔵等の上映用プリントの現存状況についても記す。同センター等に所蔵されていないものは、とくに1940年代以前の作品についてはほぼ現存しないフィルムである。資料によってタイトルの異なるものは併記した。

### マキノプロダクション御室撮影所
特筆以外すべて製作は「マキノプロダクション御室撮影所」、配給は「マキノ・プロダクション」、すべてサイレント映画である。
- 『人生親爺となる勿れ』 : 監督・主演中根龍太郎、1926年5月14日公開 - 次男末夫
- 『青い眼の人形』 : 総指揮マキノ省三、監督富沢進郎・マキノ正博、1926年10月22日公開 - その子和夫
- 『天狗になった話』 : 監督曾根純三、1926年11月7日公開 - 小さい鬼（主演）
- 『鞍馬天狗異聞 角兵衛獅子』 : 総指揮マキノ省三、監督曾根純三、1927年4月29日公開 - 角兵衛獅子新吉
- 『隼 前篇』 : 監督高見貞衛、1927年5月13日公開 - ちっぽけな弟
- 『いろは仮名四谷怪談 前篇』 : 監督井上金太郎、1927年7月14日公開 - 孫兵衛
- 『いろは仮名四谷怪談 後篇』 : 監督井上金太郎、1927年7月22日公開 - 孫兵衛
- 『鞍馬天狗異聞 続・角兵衛獅子』 : 監督曾根純三、1927年8月12日公開 - 角兵衛獅子新吉
- 『烏組就縛始末』 : 監督高見貞衛、1927年10月14日公開 - その子市五郎
- 『文七元結』 : 監督勝見正義、製作勝見庸太郎プロダクション、1927年10月21日公開 - 弟和一
- 『百万両秘聞 最終篇』 : 監督マキノ省三、1927年12月1日公開 - 村の子吉坊
- 『角兵衛獅子功名帖』 : 監督曾根純三、1928年2月10日公開 - 新吉
- 『忠魂義烈 実録忠臣蔵』 : 総指揮・監督マキノ省三、監督補秋篠珊次郎（井上金太郎）、1928年3月14日公開 - 三男大石大三郎、78分尺で現存（NFC所蔵[6]）
- 『蹴合鶏』 : 総指揮マキノ省三、監督マキノ正博、1928年6月29日公開
- 『捕吏』 : 総指揮マキノ省三、監督中島宝三、1928年7月6日公開 - その子福松
- 『大安日』 : 監督川浪良太、1929年2月15日公開 - 長男進、33分尺で現存（NFC所蔵[6]）
- 『帰らぬ父』 : 監督稲葉蛟児、1929年2月22日公開 - 次男幼年時代
- 『鳥鵆月白浪』 : 総指揮マキノ省三、監督阪田重則、1929年3月15日公開 - 忰岩松
- 『豊大閤 足軽篇』 : 総指揮マキノ省三、監督中島宝三、1929年3月21日公開 - 日吉丸
- 『狂へる小鳩』 : 監督阪田重則、1929年4月7日公開 - 時雄（幼年）
- 『銀流し』 : 総指揮マキノ省三、監督川浪良太、1929年6月28日公開 - お秋の子 三之助
- 『西南戦争』 : 総指揮マキノ省三、監督中島宝三、1929年10月4日公開 - 西郷寅太郎
- 『彦左漫遊記』 : 監督吉野二郎、1929年11月28日公開 - 伜一作
- 『俺は天才』 : 監督滝沢英輔、1930年2月7日公開 - カヅ坊
- 『草に祈る』 : 総指揮マキノ正博、監督三上良二、1930年3月7日公開
- 『少年戦線』 : 指導マキノ正博、監督三上良二、1930年7月6日公開 - 信夫、『改訂 少年戰線』題・62分尺で現存（NFC所蔵[6]）
- 『須磨の仇浪』 : 監督三上良二、1930年10月3日公開 - 篤
- 『やきもち合戦』 : 監督三上良二、1930年12月5日公開

### 北山映画製作所
サイレント映画である。
- 『ポケット 少年純情日記』（『ポケット』『少年純情日記』） : 監督北山清太郎、1932年8月8日公開 - 聡明俊才の模範児 幸吉、『ポケット』題・33分尺で現存（NFC所蔵[6]）

### 宝塚キネマ興行
製作・配給ともに「宝塚キネマ興行」、サイレント映画である。
- 『鞍馬獅子』 : 監督大伴麟三、1933年1月10日公開 - 獅子舞の三吉
- 『孝子五郎』（『孝子五郎正宗』） : 監督久保文憲、1933年3月26日公開 - 五郎正宗（主演）、『孝子五郎正宗』題・33分尺で現存（NFC所蔵[6]）
- 『田宮坊太郎 春風礫の剣法』 : 監督堀江大生・外山凡平・真野健次、1934年製作・公開 - 幼き頃空仁、54分尺で現存（NFC所蔵[6]）

### 護国映画
サイレント映画である。
- 『血戦千穂川』（『赤穂余聞』） : 監督稲葉蛟児（稲葉大三郎）、1933年12月20日公開 - 沼沢小次郎